# 아이 (2015년 영화)
아이(i)는 인도에서 제작된 S. 샹카르 감독의 2015년 액션, 멜로/로맨스, 스릴러 영화이다. 치얀 비크람 등이 주연으로 출연하였다.

## 출연

### 주연
- 치얀 비크람
- 아미 잭슨

### 조연
- 수레쉬 고피
- 우펜 파텔
- 산다남